# Alessandro di Comana
Alessandro di Comana, detto anche il Carbonaio (III secolo – 270), è stato un vescovo greco antico anatolico.

## Agiografia
Sant'Alessandro di Comana, detto "il carbonaio", fu vescovo di Comana (l'odierna Gumenek), nel Ponto. Se fu egli il primo ad occupare quella sede, è tuttora oggetto di discussione. Visto che ci sono varie località con questo nome, i Bollandisti hanno scritto un lungo documento sull'esatta ubicazione di Comana, giungendo alla conclusione che si tratta della località sita in Turchia. Il curioso soprannome del santo viene dal fatto che per sfuggire alle tentazioni mondane faceva il lavoro di bruciare carbone.
Venne definito filosofo, ma certamente non in senso letterale. La sua filosofia consisteva nel preferire le questioni divine a quelle terrene. La scoperta delle sue virtù fu dovuta al grande disprezzo con cui era stato considerato.
San Gregorio Taumaturgo fu invitato a Comana per partecipare alla scelta di un vescovo per quella sede. Poiché aveva respinto tutti i candidati, qualcuno, per deriderlo, suggerì che il candidato idoneo sarebbe stato Alessandro il carbonaio. Gregorio prese sul serio la proposta, convocò Alessandro e constatò che aveva a che fare con un santo ed un uomo di grande capacità. Alessandro fu quindi nominato vescovo di quella sede, la amministrò con notevole sapienza e, infine, diede la sua vita per la fede morendo sul rogo durante la persecuzione di Decio.
La vaghezza delle informazioni che abbiamo su di lui deriva dal fatto che il suo nome non si trova in nessuno dei vecchi calendari greci o romani. Egli sarebbe stato assolutamente sconosciuto, se non fosse per un discorso pronunciato da San Gregorio di Nissa, sulla vita di San Gregorio Taumaturgo, in cui veniva descritta la sua elezione.

## Culto
Il suo nome compare nel moderno Martirologio Romano, in cui è descritto quale philosophus disertissimus. La sua festa ricorre l'11 agosto.
Dal Martirologio Romano: